# Пунта-Кана (аеропорт)
Міжнародний аеропорт Пунта-Кани (IATA: PUJ, ICAO: MDPC) — приватний комерційний аеропорт міста Пунта-Кана, що розташований на сході Домініканської Республіки. Аеропорт, побудований в 1984 році компанією Grupo Punta Cana спеціально для розвитку курорту Puntacana Resort and Club. Він став першим у світі приватним міжнародним аеропортом. Церемонія відкриття відбулася 17 грудня 1983 року.

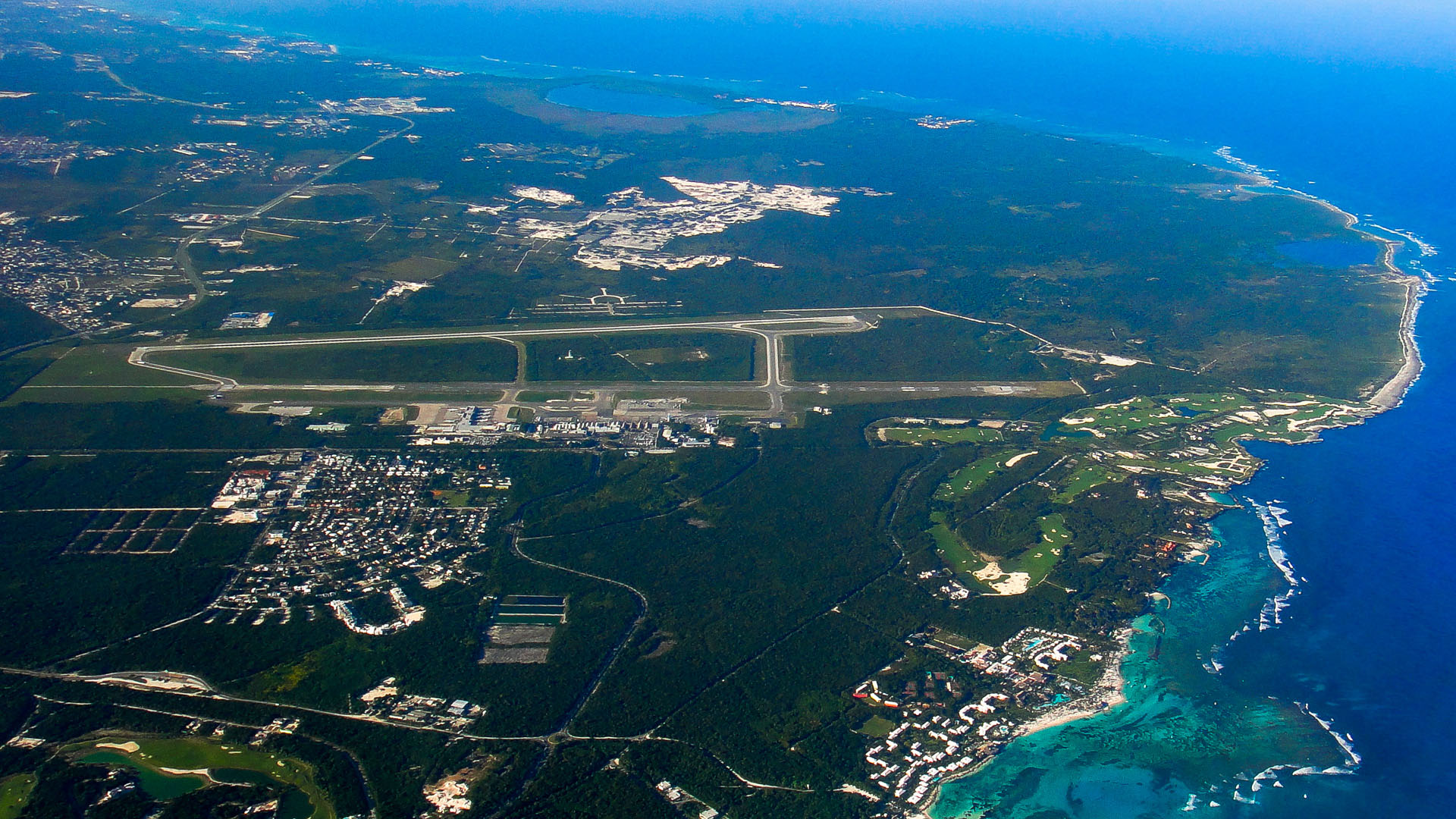
Вид на аеропорт з повітря

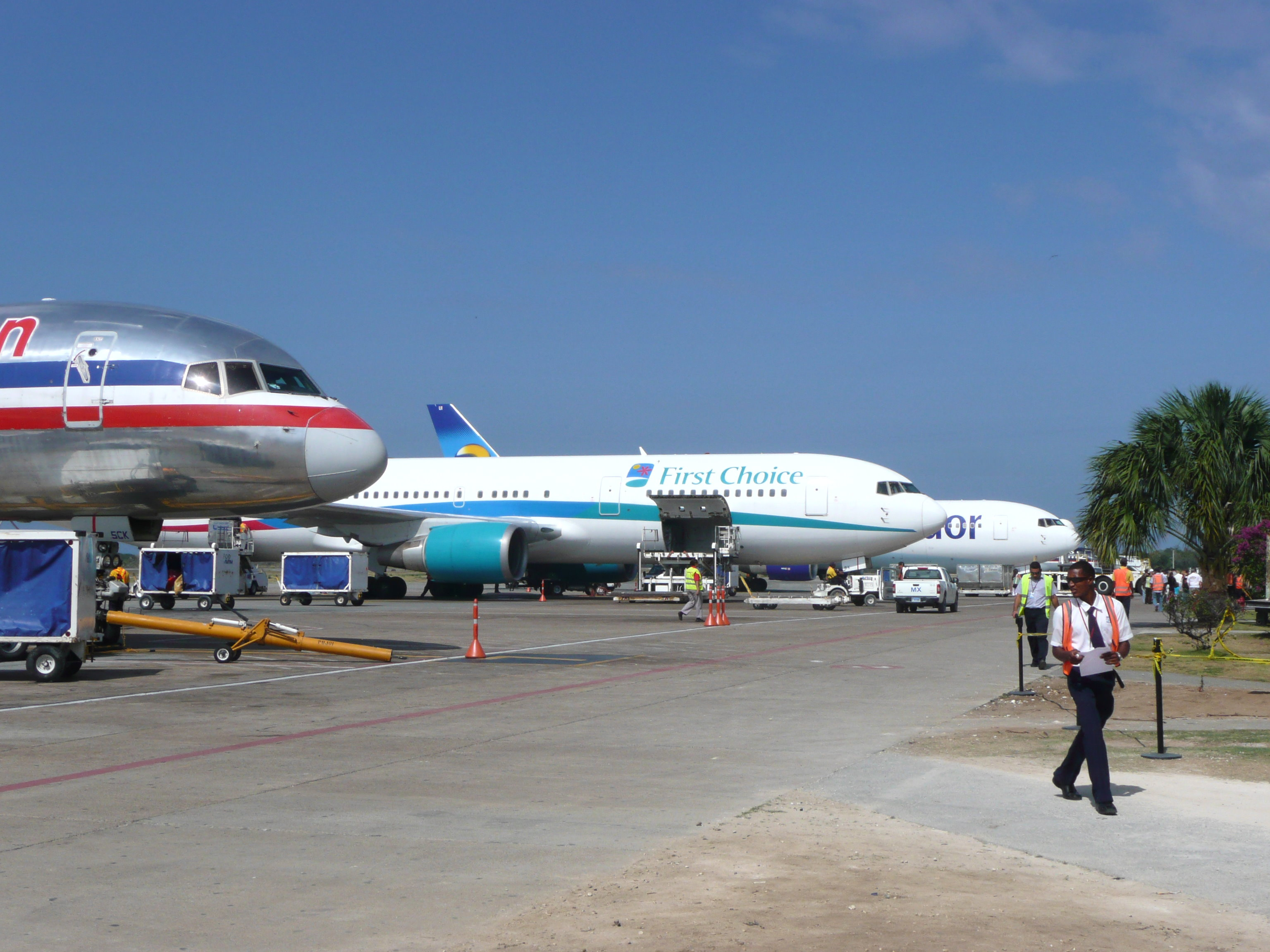
Стоянка літаків

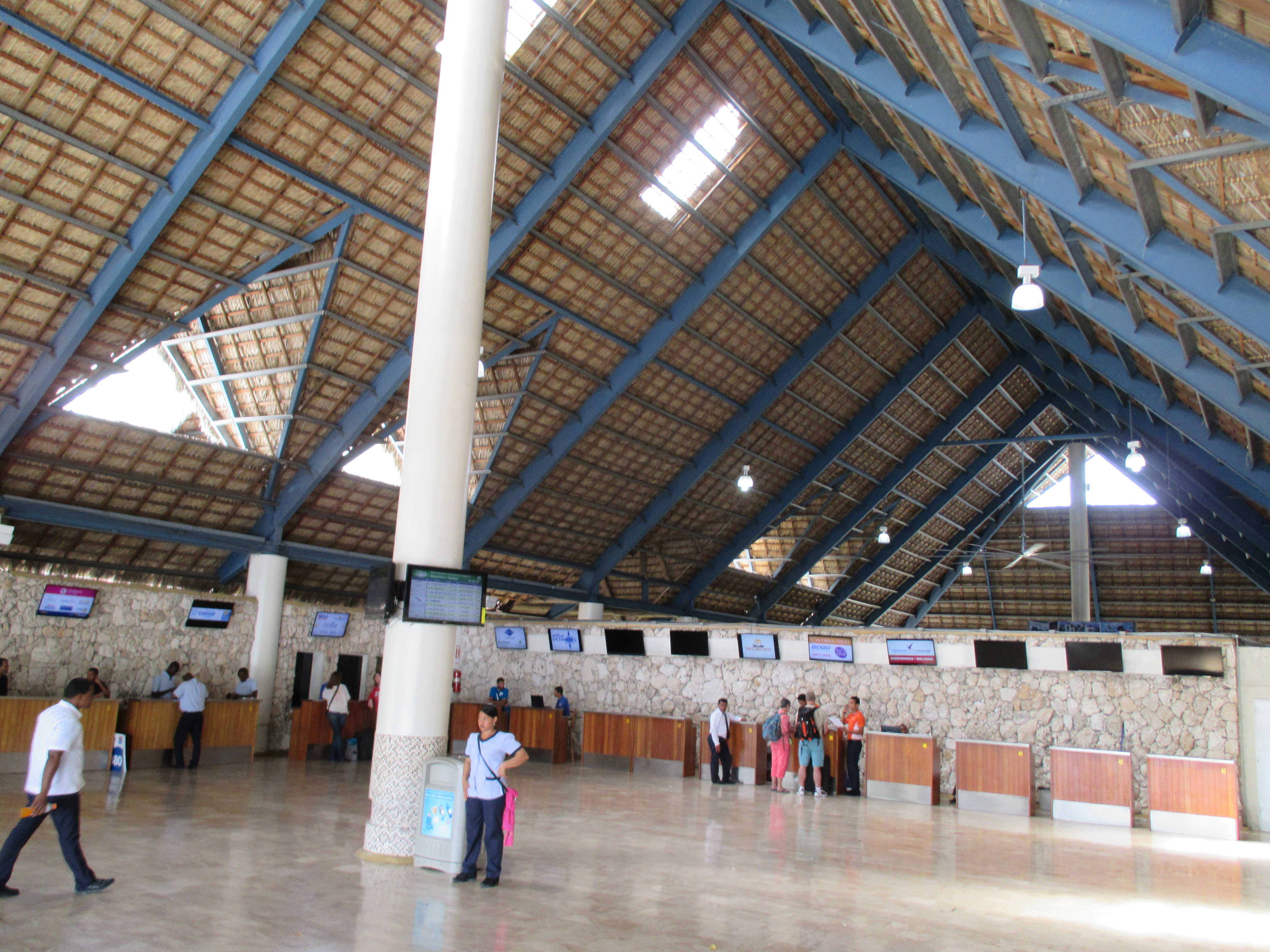
Вигляд аеропорту зсередини

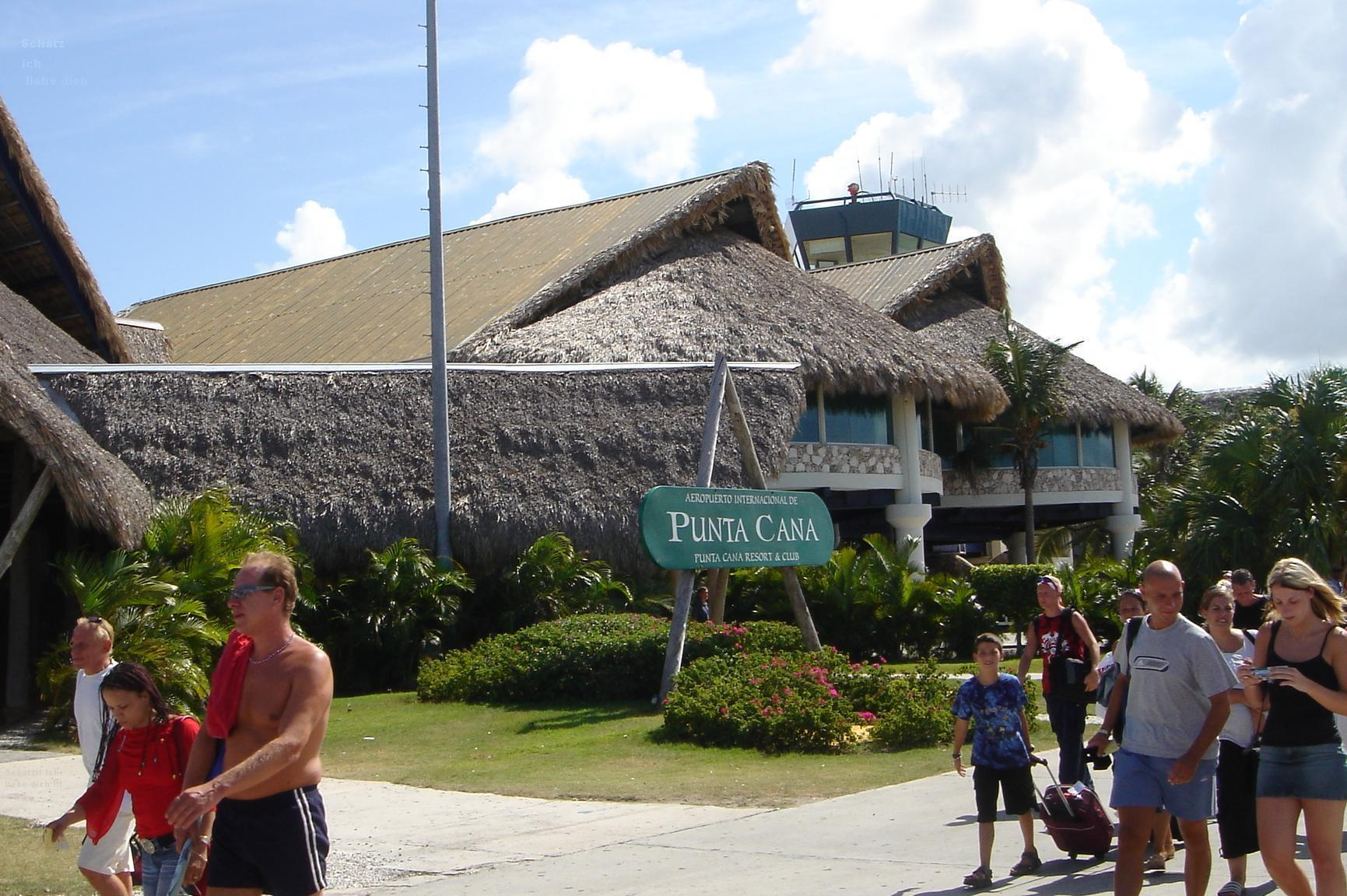
Зовнішній вигляд терміналу аеропорту Пунта-Кани

Аеропорт приймає регулярні та чартерні рейси та є найбільш завантаженим аеропортом країни; за обсягом пасажирських перевезень, що обслуговуються, посідає третє місце серед країн Карибського басейну — наприклад, у 2009 році було обслужено трохи менше чотирьох мільйонів пасажирів. Комплекс виконаний у традиційному стилі Домінікани з пасажирськими терміналами під декоративними дахами, оточеними з усіх боків пальмовими насадженнями.